# 柳萍
柳萍（1967年—），女，汉族，中国秦腔表演艺术家，宁夏回族自治区银川市秦腔剧团团长，第十一届全国政协委员。

## 生平
2008年，当选第十一届全国政协委员，代表中华全国妇女联合会，分入第二十组。